# 金千铁路
金千铁路，原称金岭铁路，南起自浙江省金华市沪昆铁路上的金华站，向北经过兰溪市、建德市，终点在建德市岭后村千岛湖南站，全长79公里。全线由上海铁路局管辖，共设13站，分别建于1930-1932年、1956-1957年。千岛湖南站原名岭后站，1980年代因千岛湖旅游兴起，故改名为千岛湖站。
随着公路交通的发展，金千铁路的客运业务逐渐萎缩：2009年5月12日起，开行半个世纪的金千小票车7103/7105/7104次列车停止运营、至此，兰溪至千岛湖南区间将不再办理客运业务；兰溪-金华段目前也仅余T7785/7786次列车办理客运。
2020年5月，建德当地政府计划利用金千线更楼至千岛湖南区间开行旅游列车，具体实施方案尚在协调中。

## 建设历史
金千铁路金华至兰溪段最初为杭诸兰铁路的一部分。1929年开工的杭江铁路原设计由龙游至兰溪，经严州（今建德市）、桐庐、留下、至钱塘江北岸的闸口车站。后因兰江水深江阔、沿途均为崇山峻岭，以当时的条件难以修建铁路。因此杭江线改由与杭诸兰铁路并线，金兰段就此成为支线铁路。
1956年8月20日，新安江水电站全面开工，电站工程外来建设材料和设备运输总量为55.86吨，重型器材最重件为99吨，原有公路已无法满足其需要。1956年10月，铁道兵8501部队承包施工的兰溪至铜官峡（即建德市城区上游约4公里处水电站大坝所在峡谷）铁路开工。线路直至发电厂装配车间。并在建德叶家引出至江村沙石料场对岸的专用线（此支线已于本世纪初拆除），机车牵引定位800吨。兰铜段于1957年10月1日正式通车，后无偿移交至上海铁路局。
新安江水电站大坝左侧拟建300吨级升船机，但由于技术问题未建。1959年，为了解决新安江上游淳安县的水运过坝问题，开工建设朱家埠至毛竹源码头铁路（即朱家埠至岭后段铁路，因而全线也称金岭铁路），线路正线5.6千米；毛竹源码头线2.02公里；塘坞码头线0.75公里。朱家埠与岭后虽然直线距离只有三公里，但高程从40米上升到116米，落差达75米，所以需盘山穿洞展线绕行，有隧道七座，最大坡度千分之22。机车牵引定位450吨。由上海铁路局设计所、杭州铁路分局勘探设计。并在1959年12月发包给铁道兵8518部队1960年1月开工。1960年4月改由新安江水电工程局施工。后因国民经济调整停工下马。1964年才得以续建，1975年8月竣工通车。总投资1800万元，设计年通过能力62万吨。

## 车站
金千铁路目前设有10个中间站。竹马馆站和兰溪站于1932年通车，溪西站、永昌站、寿昌站和新安江站于1957年通车。1968年，增建排塘站和更楼站。1975年新设岭后站和由原新安江站货场改建成的朱家埠站:362。1985年原上郭乘降所升级为功塘站，并逐渐承担原兰溪站的货运功能:319。
2016年4月8日，位于原寿昌站和更楼站区间的新安江南站投入运营，以取代原寿昌站、更楼站和新安江站的货运业务。2018年9月28日，溪西站被撤销。
线路建成初期由杭州铁路分局和水利电力部新安江水电站共管，铁路部分车站由新安江中心站管辖。1978年10月新安江中心站更名新安江车务段，之后又于1993年6月和2001年7月更名兰溪车务段和金千铁路经营管理中心。2005年5月，金千铁路经营管理中心并入金华直属站:391，之后又于2006年3月21日改由金华车务段管理至今。